# کارلوس (بازیکن فوتبال، زاده ۱۹۹۵)
کارلوس آلبرتو کاروالیو داسیلوا جونیور (زاده ۱۵ اوت ۱۹۹۵) یک بازیکن فوتبال اهل برزیل است.وی هم اکنون در پست مهاجم برای باشگاه ورزشی نئوم بازی می‌کند.